# PKP-Baureihe ET22
Die Baureihe ET22 ist eine Elektrolokomotive der Polnischen Staatsbahnen (PKP), die vorrangig im Güterverkehr verwendet wird. Sie wurde in 1183 Exemplaren hergestellt und zählt als die zahlreichste Lokomotivgattung Polens.

## Geschichte

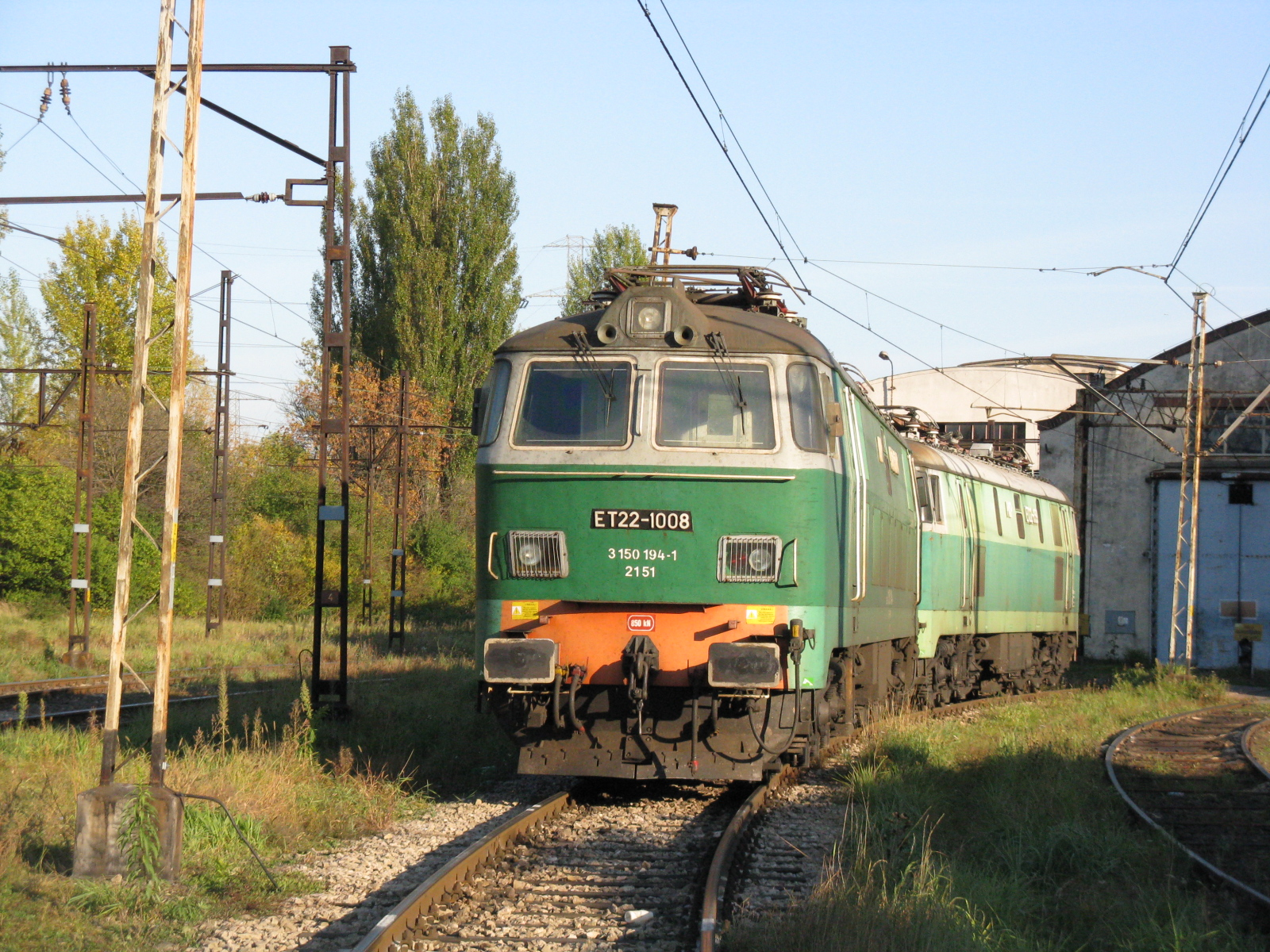
ET22-1008 mit modernisierter Stirnpartie

Mitte der 1960er Jahre benötigten die PKP für den stark anwachsenden Güterverkehr neue, zeitgemäßere Maschinen als es die E05 und ET21 waren. 1966 wurden die Rahmenbedingungen für die neue Lok definiert. Sie sollte eine Höchstgeschwindigkeit von 125 km/h haben, um auch schwere Reisezüge zu befördern. Technisch gesehen übernahm die neue Lok viele Elemente von der EU07, wie etwa die Fahrmotoren, die Federung und viele andere Details.
1969 lieferte Pafawag mit der ET22-001 den ersten Prototyp. Es folgte im Februar 1970 mit der ET22-002 ein zweites Exemplar. Ausgiebige Testfahrten mit ihnen brachten zufriedenstellende Ergebnisse.
Die Lokomotiven waren mit ihrer Dauerleistung von 3000 kW in der Lage, schwere Güterzüge mit 3150 t mit 70 km/h Höchstgeschwindigkeit zu ziehen. Ebenso waren die Loks zur Beförderung von Reisezügen mit einer Gesamtmasse von 700 t bei einer Geschwindigkeit von 125 km/h geeignet. Gegenüber der ET21 besaßen sie somit eine um 50 % höhere Zugkraft. Die Lok war mit 1184 Exemplaren die meist gebaute Elektrolokomotive in Polen und Europa. Eine Schwachstelle der Lokomotiven war ihre Neigung zum Entgleisen. Daher wurde ab der ET22-122 die Verbindung zwischen Drehgestell und Lokkasten überarbeitet, was das Problem weitgehend beseitigte.

## EP 23
Es wurde auch eine Schnellzuglok aus der Baureihe mit bis zu 160 km/h Höchstgeschwindigkeit gebaut. Durch Änderung der Getriebeübersetzung von 79:18 auf 73:22 stand solch eine Lok ab 1973 zur Verfügung und wurde als EP23-001 bezeichnet. Nach Probefahrten zeigte sich, dass die Laufeigenschaften der Lok nicht gut waren, und so wurde das Projekt nicht weiter umgesetzt. 1979 wurde diese Maschine wieder in die Ursprungsversion zurückgebaut und erhielt die Nummer ET22-121 zum zweiten Mal, da die ursprüngliche ET22-121 zwei Jahre zuvor ausgemustert wurde. Die Lokomotive ist gesichert abgestellt in Jaworzyna Śląska.
1975/76 wurden 23 Lokomotiven der Bauart mit einigen Änderungen (größerer Lokkasten wegen größerem Lichtraumprofil) nach Marokko exportiert. Von diesen Loks gelangten elf ab 2003 wieder zurück nach Polen. Die ehemaligen Marokko-Loks erkennt man außer an dem größeren Lokkasten auch an der anderen Nummerierung; so bezeichnet das Unternehmen CTL Logistics seine rückimporten Loks als ET22-R001 bis R003. 2012 gelangten sechs Lokomotiven an Rail Polska und wurden als Eo201-001 bis 006 bezeichnet, die Eo201-007 und 008 gingen an das Unternehmen PHU Lokomotiv Bronislav Plata.

## Konstruktion
Bei den Gleichstrom-Lokomotiven wurden viele Elemente ihres unmittelbaren Vorgängers, der ET21, übernommen. 1978 wurden zwei Fahrzeuge mit modifizierten Drehgestellen und Vielfachsteuerung hergestellt. In den 1990er Jahren gab es Überlegungen, die Lokomotiven mit Drehstrommotoren und geänderter Ausrüstung zu modernisieren.

## PKP ET22.2000
Im Jahr 2004 wurden die ersten überarbeiteten Exemplare mit modernisierten Drehgestellen sowie geänderter Federung und somit bessere Laufeigenschaften ausgeliefert. Die elektrische Ausrüstung wurde überarbeitet, die Fahrmotoren aber beibehalten. Diese 48 modernisierten ET22-2000 bis 2047 gingen bis 2011 wieder in Betrieb und sind an den geänderten Scheinwerfern sowie den rechteckigen Lufteinlässen für die Klimaanlage zu erkennen. 2011/12 wurden weitere 17 Lokomotiven überarbeitet und die elektrische Ausrüstung, die Klimaanlage und Führerstandselemente verbessert.